# Napier-Campbell Blue Bird
Il Napier-Campbell Blue Bird, noto anche come Blue Bird II, è stata una vettura da record che fu detentrice del record di velocità terrestre.

## La vettura

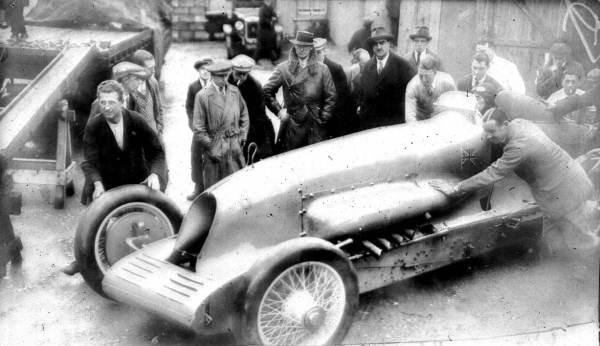
Il Napier-Campbell Blue Bird mentre viene portato fuori dalle officine di Povey Cross.

Nel 1926, Henry Segrave a bordo della Sunbeam Ladybird segnò il nuovo record di velocità su terra, battendo di sole 1,47 mph il record che Malcolm Campbell aveva segnato l'anno precedente con la sua Sunbeam 350 HP.
Campbell era deciso a riprendersi il record, e iniziò in proprio la costruzione di una nuova vettura.
La progettazione fu affidata a due ingegneri, l'italiano Joseph Maina e il britannico Amherst Villiers. Il primo si occupò del progetto generale, mentre il secondo si concentrò sul telaio.
La realizzazione di tale telaio, un traliccio in tubi d'acciaio al 3% di nichel, fu commissionata alla Vickers.
La vettura fu equipaggiata con un motore aeronautico Napier Lion W12 da 22.299 cm³, i cui 450 BHP originali furono portati a 502 BHP (509 CV).
La frizione era a secco, ed era azionabile anche tramite una leva, così d poterla tenere facilmente disinserita mentre la vettura era ferma. Gli pneumatici speciali, in gomma piena per motivi di sicurezza, furono commissionati alla Dunlop.
Infine, la carrozzeria fu realizzata dalla Jarvis & Sons di Wimbledon.
L'assemblaggio finale, iniziato nelle officine della Robin Hood Engineering Works di Putney Vale, venne completato in casa dello stesso Campbell, a Povey Cross.
Come la 350 HP prese il soprannome di Blue Bird, al Napier-Campbell Blue Bird fu dato quello di Blue Bird II.

## Il record

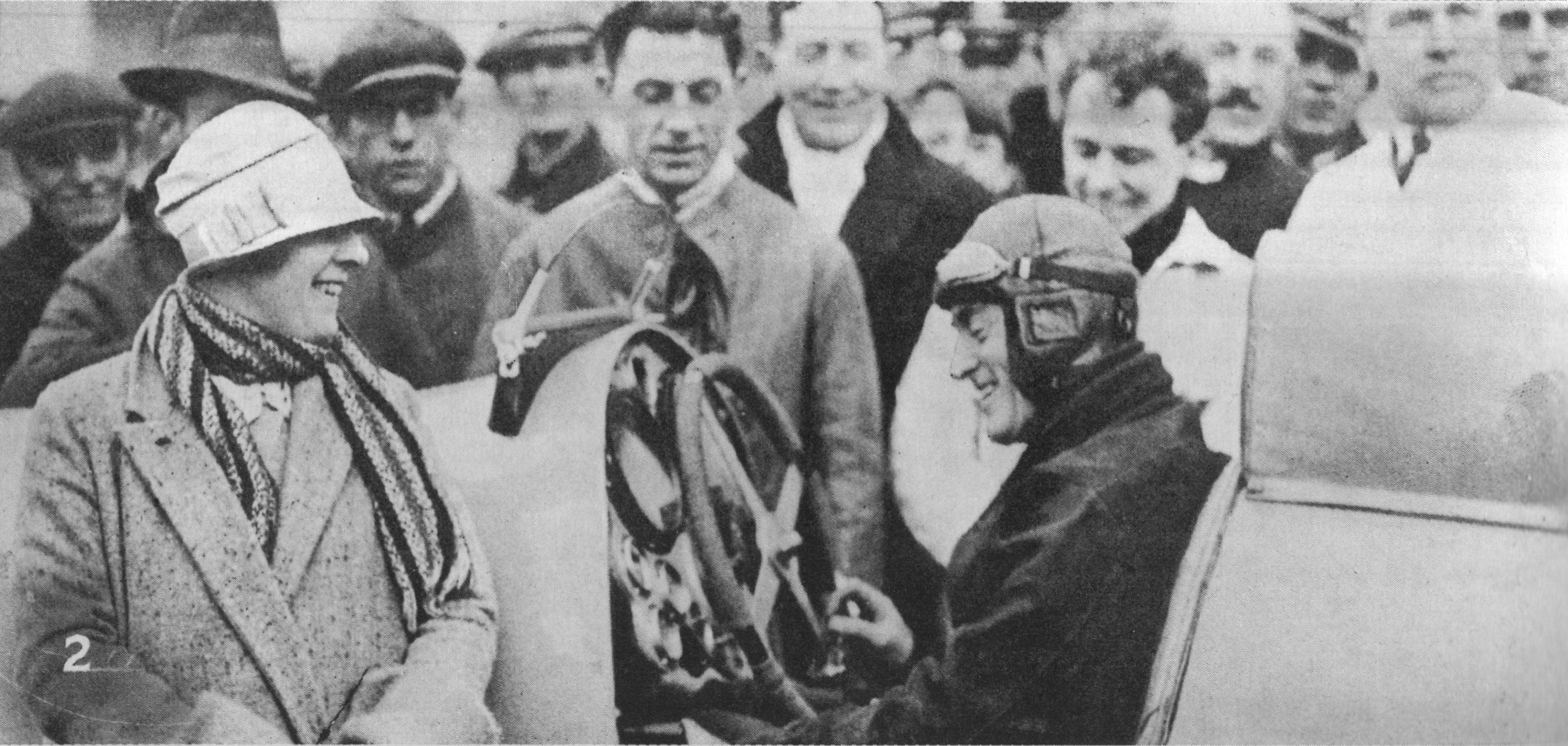
Malcolm Campbell a bordo del Blue Bird II.

Mentre la costruzione della vettura era ancora in corso, il record di velocità passò nelle mani di J. G. Parry-Thomas, che il 28 aprile 1926 a Pendine Sands segnò una media di 171,01 mph (273,6 km/h).
Campbell riuscì a testare la sua nuova vettura solo nel gennaio 1927, sempre a Pendine Sands.
In quell'occasione il Blue Bird II presentò alcuni problemi che fecero desistere Campbell dal tentare il record, e la vettura fu riportata in officina.
I problemi furono risolti e Campbell tornò a Pendine Sands 4 febbraio.
Il Blue Bird II venne cronometrato ad una media d i 174,88 mph (281,44 km/h), segnando così il nuovo record di velocità.
Successivamente, la Blue Bird II divenne la base per la nuova vettura da record di Campbell, la Blue Bird III.